# Theodor Heuss
Theodor Heuss, född 31 januari 1884 i Brackenheim, Kungariket Württemberg, död 12 december 1963 i Stuttgart, Västtyskland, var en tysk politiker (FDP) och Västtysklands (Förbundsrepubliken Tysklands) förste förbundspresident under åren 1949-1959.

## Biografi
Theodor Heuss studerade nationalekonomi, historia, filosofi, konsthistoria och statsvetenskap i München och Berlin 1902-1905; 1905 promoverades han i München hos Lujo Brentano. Efter sina studier verkade han som politisk redaktör. 1905-1912 ledde han tidskriften Die Hilfe i Berlin. 1912-1918 var han chefredaktör för Neckarzeitung i Heilbronn. 1920-1933 verkade han som docent vid Deutsche Hochschule für Politik i Berlin. 1923-1926 utgav han tidskriften Die Deutsche Nation. Heuss var VD och styrelsemedlem i Deutscher Werkbund 1918-1933.

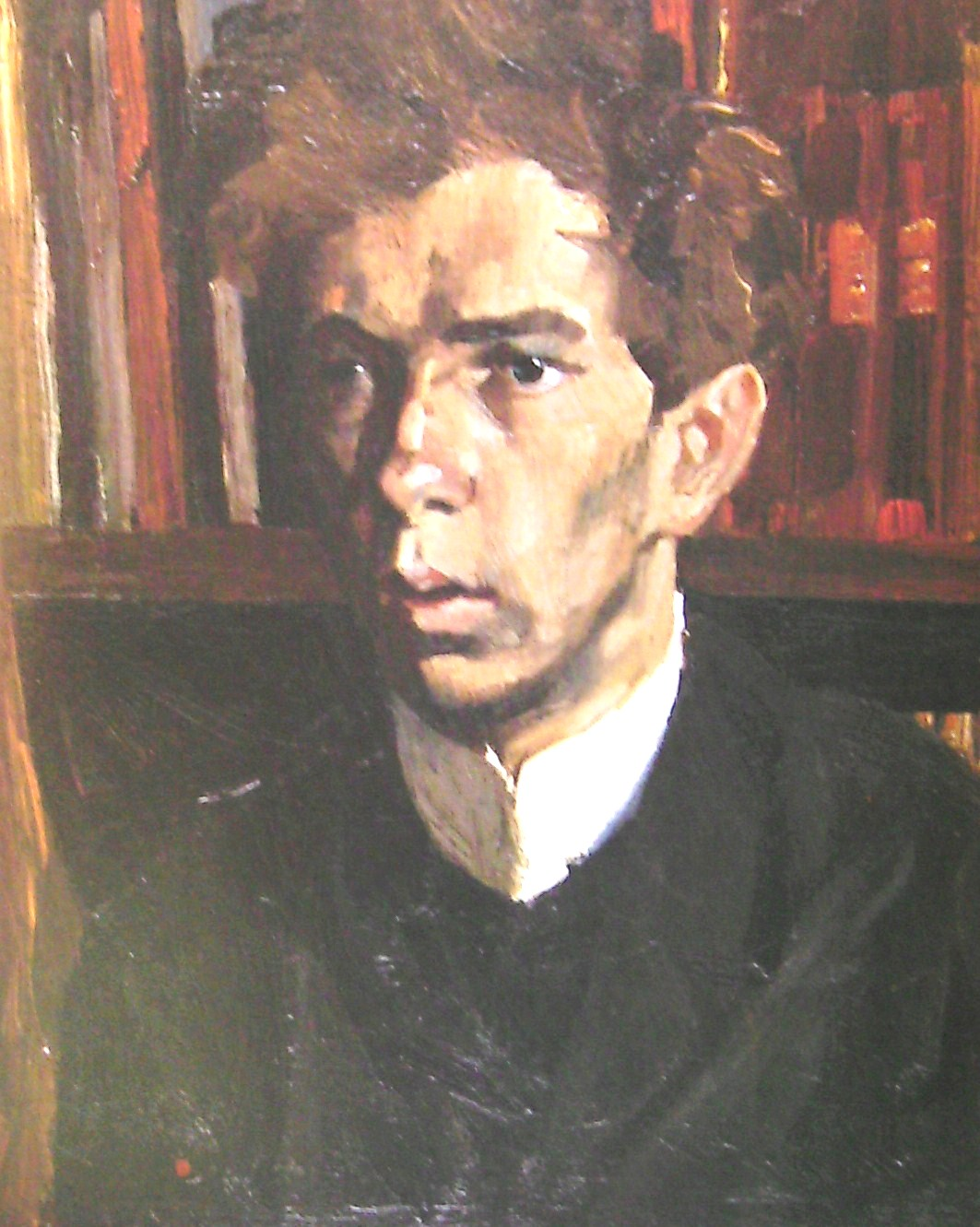
Porträtt av en ung Theodor Heuss

1903 blev Heuss medlem i det vänsterliberala partiet Freisinnige Vereinigung innan det 1909 bytte till Fortschrittliche Volkspartei. 1918 var Heuss med och grundades Deutsche Demokratische Partei (DDP). För DDP satt Heuss 1924-1928 och 1930-1933 i den tyska riksdagen. Han publicerade en populär studie om nationalsocialismens framväxt kallad Hitlers Weg: Eine historisch-politische Studie über den Nationalsozialismus (1932). Den utkom i åtta upplagor samma år som den kom och brändes året därpå under de landsomfattande bokbål som runt om i Tyskland iscensattes av nazisterna. I juli 1933 blev Heuss av med sin plats i riksdagen. 1936 blev tidningen Die Hilfe förbjuden av Reichskulturkammer och Heuss förlorade sitt arbete. 1941 blev han fast medarbetare på liberala Frankfurter Zeitung där han framförallt skrev historiska och kulturpolitiska artiklar. 1942 förbjöd Reichskulturkammer alla tyska tidningar att trycka Heuss skrifter. Heuss skrev vidare under pseudonymerna Thomas Brackheim och r.s. Under sitt eget namn gav Heuss ut en biografi över Justus von Liebig.
Efter andra världskriget flyttade Heuss från Berlin till Stuttgart och blev 1945 kultusminister i Württemberg-Baden. 1946-1947 verkades han som professor i historia vid den tekniska högskolan i Stuttgart. Heuss var med och grundade Demokratische Volkspartei (DVP) och satt för partiet i lantdagen 1946-1949. 1948 blev Heuss tillsammans med Wilhelm Külz ordförande för Demokratische Partei Deutschlands. Samma år blev han hedersprofessor vid den tekniska högskolan i Stuttgart. 12 december 1948 följde grundandet av Freie Demokratische Partei (FDP) med Heuss som ordförande för partiet i Västtyskland och Västberlin. Heuss verkade för sammanslagningen av alla liberala partier i de västliga ockupationszonerna. Heuss var 1948 medlem i det parlamentariska råd som beslutade om den västtyska författningen Grundgesetz.
Sin plats i Förbundsdagen lämnade han snart efter att han tillträtt den 1949, eftersom han den 12 september 1949 blev vald till Förbundsrepublikens första president. Hans motståndare i valet var Kurt Schumacher. Heuss instiftade Bundesverdienstkreuz 1951. 1954 blev Heuss återvald utan någon motkandidat och var förbundspresident fram till 12 september 1959. Han tackade nej till en tredje period 1959, som hade krävt en ändring i författningen. Heuss präglande sin tid som förbundspresident genom att gå över partigränserna. Heuss lyckades som representant för Tysklands demokratiska och liberala tradition och kultur skapa förtroende i utlandet för Västtyskland. Hans statsbesök bidrog starkt till att förbättra Förbundsrepubliken Tysklands anseende i omvärlden. 1959 mottog han den tyska bokhandelns fredspris. Heuss blev hedersmedborgare i städerna Västberlin, Brackenheim, Darmstadt, Frankfurt am Main, Heilbronn, Kiel, Köln, Stuttgart och Trier.

## Skrifter
- Vad vill Hitler? : nationalsocialismens mål och medel, till svenska och med förord av Karl Hildebrand, (Natur & Kultur, 1932), 148 s.

## Fotnoter
1. 1 2  SNAC, SNAC Ark-ID: w6hq4pw5, läs online, läst: 9 oktober 2017.[källa från Wikidata]
2. 1 2  Find a Grave, Find A Grave-ID: 17375011, läs online, läst: 9 oktober 2017.[källa från Wikidata]
3. 1 2  Stammdaten aller Abgeordneten des Deutschen Bundestages, läs online, läst: 13 april 2018.[källa från Wikidata]
4. ↑  Gemeinsame Normdatei, läst: 10 december 2014.[källa från Wikidata]
5. ↑  Gemeinsame Normdatei, läst: 30 december 2014.[källa från Wikidata]
6. ↑  Libris, Kungliga biblioteket, 7 november 2012, Libris-URI: rp3695n935q2cwf, läst: 24 augusti 2018.[källa från Wikidata]
7. ↑  harang, läs online, läst: 16 maj 2023.[källa från Wikidata]
8. ↑  bok, läs online, läst: 16 maj 2023.[källa från Wikidata]
9. ↑  Stammdaten aller Abgeordneten des Deutschen Bundestages, läs online, läst: 28 december 2018.[källa från Wikidata]
10. ↑  läs online, www.deutsche-biographie.de .[källa från Wikidata]
11. 1 2  läs online, www.theodor-heuss-haus.de .[källa från Wikidata]
12. ↑  Källangivelsen på Wikidata använder egenskaper (properties) som inte känns igen av Modul:Cite
13. ↑  läs online, www.ulaval.ca .[källa från Wikidata]
14. ↑  läs online, www.friedenspreis-des-deutschen-buchhandels.de .[källa från Wikidata]
15. ↑   Hitlers Weg finns även på svenska med titeln Vad vill Hitler?, utgiven av Natur & Kultur samma år som den kom på tyska.